# Polnische Fußballmeisterschaft der Frauen
Die polnische Fußballmeisterschaft der Frauen wird jährlich seit 1974 zwischen den besten Teams im Frauenfußball in Polen ausgetragen. Die erste Durchführung im Ligamodus fand in der Saison 1974/75, damals noch als 1. Liga Kobiet (1. Liga Frauen), statt. Im Jahr 2005 wurde der Name der höchsten polnischen Frauenfußballliga in Ekstraliga Kobiet (Extraliga Frauen) geändert. Momentan trägt sie den Sponsorennamen des Mineralölkonzerns Orlen. Rekordmeister ist Czarni Sosnowiec mit 13 Titeln.

## Liste der Meister
| Saison    | Meister                         | 2. Platz                        | 3. Platz                        |
| --------- | ------------------------------- | ------------------------------- | ------------------------------- |
| 1974/75   | TKKF Checz Gdynia               | ZA Puława                       | Karolina Jaworzno               |
| 1975/76   | TKKF Checz Gdynia               | LOT Warschau                    | unbekannt                       |
| 1976/77   | nicht ausgetragen               |                                 |                                 |
| 1977/78   | TKKF Checz Gdynia               | LOT Warschau                    | Śląsk Jaworzno                  |
| 1978/79   | TKKF Checz Gdynia               | Śląsk Jaworzno                  | Walter Radom                    |
| 1979/80   | KKS Czarni Sosnowiec            | TKKF Checz Gdynia               | LOT Warschau                    |
| 1980/81   | Czarni Sosnowiec                | Pafawag Wrocław                 | TKKF Checz Gdynia               |
| 1981/82   | Pafawag Wrocław                 | Iskra Mierzyn                   | Telpod Kraków                   |
| 1982/83   | Pafawag Wrocław                 | Czarni Sosnowiec                | Telpod Kraków                   |
| 1983/84   | Czarni Sosnowiec                | Zagłębianka Dąbrowa Górnicza    | Telpod Kraków                   |
| 1984/85   | Czarni Sosnowiec                | Pafawag Wrocław                 | Zagłębianka Dąbrowa Górnicza    |
| 1985/86   | Czarni Sosnowiec                |                                 |                                 |
| 1986/87   | Czarni Sosnowiec                |                                 |                                 |
| 1987/88   | Zagłębianka Dąbrowa Górnicza    |                                 |                                 |
| 1988/89   | Czarni Sosnowiec                |                                 |                                 |
| 1989/90   | Zagłębianka Dąbrowa Górnicza    |                                 |                                 |
| 1990/91   | Czarni Sosnowiec                | Zagłębianka Dąbrowa Górnicza    |                                 |
| 1991/92   | TKKF Stilon Gorzów Wielkopolski |                                 |                                 |
| 1992/93   | Piastunki Gliwice               |                                 |                                 |
| 1993/94   | Piastunki Gliwice               |                                 |                                 |
| 1994/95   | TKKF Stilon Gorzów Wielkopolski |                                 |                                 |
| 1995/96   | TKKF Stilon Gorzów Wielkopolski |                                 |                                 |
| 1996/97   | Czarni Sosnowiec                | TKKF Stilon Gorzów Wielkopolski | KS Podgórze Kraków              |
| 1997/98   | Czarni Sosnowiec                | Podgórze Kraków                 | KS AZS Wrocław                  |
| 1998/99   | Czarni Sosnowiec                | Podgórze Kraków                 | Medyk Konin                     |
| 1999/2000 | Czarni Sosnowiec                | KS AZS Wrocław                  | SKF Savena Targówek             |
| 2000/01   | KS AZS Wrocław                  | Czarni Sosnowiec                | TKKF Stilon Gorzów Wielkopolski |
| 2001/02   | KS AZS Wrocław                  | Czarni Sosnowiec                | KS Warta Atena Poznań           |
| 2002/03   | KS AZS Wrocław                  | Medyk Konin                     | Czarni Sosnowiec                |
| 2003/04   | KS AZS Wrocław                  | Medyk Konin                     | Czarni Sosnowiec                |
| 2004/05   | KS AZS Wrocław                  | Czarni Sosnowiec                | Medyk Konin                     |
| 2005/06   | KS AZS Wrocław                  | Medyk Konin                     | Czarni Sosnowiec                |
| 2006/07   | KS AZS Wrocław                  | UKS Gol Częstochowa             | Medyk Konin                     |
| 2007/08   | KS AZS Wrocław                  | Medyk Konin                     | RTP Unia Racibórz               |
| 2008/09   | RTP Unia Racibórz               | KS AZS Wrocław                  | Medyk Konin                     |
| 2009/10   | RTP Unia Racibórz               | Medyk Konin                     | KS AZS Wrocław                  |
| 2010/11   | RTP Unia Racibórz               | Medyk Konin                     | KS AZS Wrocław                  |
| 2011/12   | RTP Unia Racibórz               | Medyk Konin                     | Górnik Łęczna                   |
| 2012/13   | RTP Unia Racibórz               | Medyk Konin                     | Górnik Łęczna                   |
| 2013/14   | Medyk Konin                     | Górnik Łęczna                   | KS AZS Wrocław                  |
| 2014/15   | Medyk Konin                     | Zagłębie Lubin                  | Górnik Łęczna                   |
| 2015/16   | Medyk Konin                     | Górnik Łęczna                   | TS Mitech Żywiec                |
| 2016/17   | Medyk Konin                     | Górnik Łęczna                   | AZS PWSZ Wałbrzych              |
| 2017/18   | Górnik Łęczna                   | Czarni Sosnowiec                | Medyk Konin                     |
| 2018/19   | Górnik Łęczna                   | Medyk Konin                     | Czarni Sosnowiec                |
| 2019/20   | Górnik Łęczna                   | Medyk Konin                     | Czarni Sosnowiec                |
| 2020/21   | Czarni Sosnowiec                | UKS SMS Łódź                    | Górnik Łęczna                   |
| 2021/22   | UKS SMS Łódź                    | Górnik Łęczna                   | Czarni Sosnowiec                |
| 2022/23   | GKS Katowice                    | Górnik Łęczna                   | UKS SMS Łódź                    |
| 2023/24   | Pogoń Szczecin                  | GKS Katowice                    | Czarni Sosnowiec                |
| 2024/25   | GKS Katowice                    | Czarni Sosnowiec                | Pogoń Szczecin                  |

## Anzahl der Titel
| Rang | Verein                          | Siege | Jahr(e)                                                                      |
| ---- | ------------------------------- | ----- | ---------------------------------------------------------------------------- |
| 1    | Czarni Sosnowiec                | 13    | 1981, 1983, 1984, 1985, 1986, 1987, 1989, 1989, 1997, 1998, 1999, 2000, 2021 |
| 2    | KS AZS Wrocław                  | 8     | 2001, 2002, 2003, 2004, 2005, 2006, 2007, 2008                               |
| 3    | RTP Unia Racibórz               | 5     | 2009, 2010, 2011, 2012, 2013                                                 |
| 4    | TKKF Checz Gdynia               | 4     | 1975, 1976, 1978, 1979                                                       |
| 4    | Medyk Konin                     | 4     | 2014, 2015, 2016, 2017                                                       |
| 6    | TKKF Stilon Gorzów Wielkopolski | 3     | 1992, 1995, 1996                                                             |
| 6    | Górnik Łęczna                   | 3     | 2018, 2019, 2020                                                             |
| 8    | Pafawag Wrocław                 | 2     | 1982, 1983                                                                   |
| 8    | Zagłębianka Dąbrowa Górnicza    | 2     | 1988, 1990                                                                   |
| 8    | Piastunki Gliwice               | 2     | 1993, 1994                                                                   |
| 8    | GKS Katowice                    | 2     | 2023, 2025                                                                   |
| 12   | UKS SMS Łódź                    | 1     | 2022                                                                         |
| 12   | Pogoń Szczecin                  | 1     | 2024                                                                         |